# 주간고속도로 제43호선
주간고속도로 제43호선(영어: Interstate 43, I-43)은 미국 북부 위스콘신주 벨로이트(Beloit)와 위스콘신주 그린베이(Green Bay)를 연결하는 총 연장 308.27km의 고속도로이다. 43호선은 주간고속도로의 전 노선이 하나의 주 내에 있는 고속도로로는 5번째로 길다.